# 김해 죽도왜성
김해 죽도왜성(金海 竹島倭城)은 부산광역시 강서구 죽림동에 있는, 임진왜란 때 일본군이 쌓은 일본식 성곽(왜성)이다. 1963년 1월 21일 대한민국의 사적 제51호 죽도성으로 지정되었으나, 일제지정문화재를 재평가해 등급을 조정하면서 1997년 1월 1일 사적 지정이 해제되었으며, 1999년 3월 9일 부산광역시의 기념물 제47호 김해죽도왜성으로 지정되었다가, 2014년 9월 3일 띄어쓰기를 적용하여 김해 죽도왜성으로 명칭이 변경되었다.

## 개요
죽도왜성은 부산광역시 강서구 죽림동의 김해평야에 있는 성으로, '죽도성(竹島城)'이라고도 한다.
부산광역시 강서구 죽림동에 1593년 건립된 임진왜란 당시 왜군이 쌓은 왜성이다. 현재 김해 죽도왜성의 중심부 대부분은 공동묘지가 형성되어 있으며, 일부 밭으로 개간되고 있다.
임진왜란 당시 죽림동 일대는 낙동강 하구로 죽도(竹島)를 제외하고는 바닷물이 드나드는 넓은 황무지였다. 죽도는 김해 육지로부터 공격하는 조선군(朝鮮軍)을 막거나 공격하고, 선박을 정박시켜 후퇴에 용이한 지리적 조건을 갖추고 있다.
이 성은 임진왜란 때 왜장인 나베시마가 쌓은 것으로, 해발 35m의 낮은 구릉지 양쪽에 축조되었다. 제일 높은 곳에 소위 일본성의 양식인 본환(本丸)이 있는 것이 특징이다. 석재는 부근에서 구하기가 어려워 먼 곳에서 육로 및 뱃길을 이용하여 운반한 것으로 보인다.
죽도왜성은 주변의 구포왜성, 양산왜성과 함께 삼각형을 이루어 김해 북쪽지역에서 내려오는 병력을 효율적으로 방어할 수 있는 요충지 역할을 하였다. 뿐만 아니라 낙동강과 바다를 이용해 배로 다른 왜성들과 긴밀한 연락을 도모할 수 있는 곳이기도 하였다.

## 현지 안내문
김해 죽도왜성은 부산광역시 강서구 죽림동 가락산에 있는 것으로, 가락성 또는 죽도성이라고도 한다.
가락산은 동서로 길게 뻗은 독립된 야산으로, 그 동쪽 끝이 낙동강 서쪽 지류에 인접해 있어 선박을 정박시킬 수 있는 지리적 조건을 갖추고 있다.
이 성은 임진왜란 때 왜장인 니베시마가 쌓은 것으로, 해발 35m의 낮은 구릉지 양쪽에 축조되었다. 제일 높은 곳에는 소위 일본성의 양식인 본환(本丸)이 있는 것이 특징적이다. 석재는 부근에서 구하기가 어려워 먼 곳에서 육로 및 뱃길을 이용하여 운반한 것으로 보인다.
죽도왜성은 주변의 구포왜성, 양산왜성과 함께 삼각형을 이루어 김해 북쪽지역에서 내려오는 병력을 효율적으로 차단할 수 있는 방어의 요충지 역할을 하였다. 뿐만 아니라 낙동강 지류를 이용하여 배로 만든 다른 성들과 긴밀한 연락을 도모할 수 있는 곳이기도 하였다.

### 한국문물연구원 해설
발굴조사지역은 지성부 일부로서 조사결과 2지환부터 8지환까지 모두 곡륜 8곳이 확인되었다. 이 중 2지환과 4지환에서는 굴립주 건물지가 위치하였던 것으로 추정되며, 3지환에서는 주혈 직경 25~30cm, 깊이 10~18cm, 간격 100~150cm가 사선방향으로 가로지르는 목책 흔적이 확인되었다.
그리고 능선 아래쪽에 위치하는 9지환에서는 중심부로 진입하는 출입시설(虎口)이 확인되었다. 그 양쪽으로 8지환과 6·7지환이 위치하는데 출입부를 방어하는 시설로 추정된다. 7지환을 따라 주혈들이 확인되어 출입부로 진입하는 목책시설이 있었던 것으로 추정된다.

## 같이 보기
- 구포왜성
- 양산 증산리 왜성
- 나베시마 나오시게

## 참고 자료
- 김해 죽도왜성 - 국가유산청 국가유산포털